# Luis Aguirre Pinto
M. Luis Aguirre Pinto (Copiapó, 10 de agosto de 1907-Santiago, 7 de julio de 1997) fue un músico popular y folclorista chileno.
Nacido en Copiapó, se traslada a la temprana edad de 7 años a Santiago, ciudad en donde realiza sus estudios en los Liceo José Victorino Lastarria y Manuel Barros Borgoño.
En 1924, a la edad de 17 años, con la canción Lluvia de besos ganó un concurso realizado por el sello Odeón. Cuatro años más tarde, Aguirre Pinto inicia su primera gira continental, con Ángela Ferrari, intérprete europea del tango, y en Lima compuso una de sus primeras canciones populares, el vals Reminiscencia.
Al regresar a Chile, Aguirre Pinto, crea su orquesta con la cual grabó y acompañó a numerosos artistas y hasta compuso temas para las primeras películas, por nombrar algunas, en la primera película sonora de Chile, Hombres del sur, hizo las canciones Rayo de luna y Canción de ausencia, y colaboró en los filmes Llampo de sangre y Tierra quemada.
Sus canciones más importantes son las tonadas Camino agreste (1950) y Camino de luna (1958), letra dedicada a la Ciudad sureña de Valdivia, el balneario costero de Niebla y el Puerto de Corral. Camino de luna le valió la calidad de Ciudadano Honorario de la ciudad de Valdivia.
En la década de 1950, Aguirre Pinto compuso boleros como Diamante azul, Un día llegarás (grabado por Fernando Albuerne) y Dudas de mí (para la orquesta de Mario Aguilera y Federico Ojeda). Su composición más exitosa, Camino de luna, fue encargada por El Correo en 1958 y fue grabada por Ester Soré y Cuarteto Llaima.
El dúo de cantantes Sonia y Myriam von Schrebler debutaron con canciones de Aguirre Pinto en 1941, y sus obras fueron interpretadas por cantantes como Alfonso Ortiz Tirado, Imperio Argentina, Xiomara Alfaro, Tito Rodríguez, Leo Marini, Rosita Serrano, Arturo Gatica, Hilda Sour y Ginette Acevedo.
Vicepresidente del jurado de la competencia folclórica del XXV Festival Internacional de la Canción de Viña del Mar realizado en 1984
Al final de su carrera desempeñó también cargos directivos en la Sociedad Chilena del Derecho de Autor.

## Principales obras escritas por él
- Lluvia de besos
- Reminiscencia
- Diamante azul
- Un día llegarás
- Dudas de mí
- Camino agreste
- Camino de luna
- Canción del carretero
- Nieve en el corazón
- Luna que sabes de amores
- Tus trenzas
- Luna striptisera
- El indio y su mula